# Vladislav Nikiforov
Vladislav Jur'evič Nikiforov (in russo Владислав Юрьевич Никифоров?; Vjazemskij, 21 marzo 1989) è un calciatore russo, centrocampista del SKA-Chabarovsk.

## Carriera
Ha giocato nella massima serie russa.